# Museo de Arte Contemporáneo del Huila
El Museo de Arte Contemporáneo del Huila, conocido como MACH con sede en Neiva Huila Colombia fue fundado en el año 2003 bajo dirección de Nubia Stella Monje Medina, quien estuvo en el cargo hasta el 2011. Desde el año 2012 a 2020 la dirección del MACH estuvo a cargo de Martha Elena Polanía Dussán. El museo se encuentra ubicado en el edificio del Centro Cultural y de Convenciones José Eustasio Rivera y depende de la Secretaría de Cultura y Turismo de la Gobernación del Huila.

## Objetivos
- El MACH tiene por objetivo fomentar, promover, conservar, proteger, publicar, exhibir obras de arte donde se muestran expresiones artísticas.
- Realizar exposiciones temporales individuales y colectivas e itinerantes.
- Facilitar convenios e intercambios artísticos con museos y organismos culturales.
- Fomentar actividades de extensión cultural.
- Realizar talleres de capacitación cultural a través de la Secretaría de Cultura y Turismo, que suplan las necesidades de la región.

## Exposiciones relevantes
El museo realiza periódicamente exposiciones de artistas regionales, nacionales y extranjeros. Se destacan la muestras:
- 2010, "Ziete pecados capitales" ,[2][3]

- 2017, “Festival internacional arte sin fronteras por la paz de Colombia[4]”, evento donde participan 31 países, 165 artistas y 350 niños.[5][6][7][8][9][10]

- 2018, "XXX años entre papeles y otras pieles", del pintor venezolano Olaff Crown.[11][12]

- 2018, "Exposición en el MACH 2018" colectiva de arte español.[13][14]
- Primer festival de fotografía por la paz, MACH 2018.[15][16]
- 2018 "Maestros 10X10 MACH", Colectiva.[17][18]
- 2021 "Tierra de promisión", Colectiva internacional de pintura, fotografía y escultura.[19][20][21][22]

El MACH dispone de 3 salas para certámenes, capacitaciones y eventos culturales entre otros. El museo ha presentado muestras de artistas nacionales, extranjeros como también diversas exposiciones colectivas. Se destacan las presentaciones de artistas como Ernesto Ríos Rocha, Raúl Torres Aguilar, Francisco Arroyo Ceballos, Omar Rayo, Darío Ortiz, Horacio Carrena,  Hellmut Soltau, José Domínguez Hernández, Olaff Crown, Benjamín Swatez, Andrea Beatriz García, María del Pilar Gómez, Oscar salvador Verna, Salvador Herrera Espinosa, Jorge Luis Hurtado Reyes, y Macki Haer entre otros.
El museo cuenta con obras de artistas nacionales e internacionales. Se destacan los trabajos pictóricos de Francisco Arroyo Ceballos, Hanoi Martínez León, Jorge Torres, Osiris Padilla Escobar, Gabriel Nieto Nieto, Denis Núñez Rodríguez, Vladimir Iglesias Geraldo, Ernesto Ríos Rocha, Mario Ayerbe González, Nubia Lamilla, Martin Borrero Urbanski, Alfredo Vivero, Abiezer Agudelo entre otros.
La gestión y alianza de Cesar Augusto R. Glez. a través de Arte sin fronteras por la paz en el proceso de intercambios culturales nacionales e internacionales, realización de exposiciones y otras actividades culturales ha sido fundamental para el museo.
|                                | Norte: Aeropuerto Benito Salas                        | |
| Oeste: Malecón - Río Magdalena |                                                       | Este: Estadio Guillermo Plazas Alcid Novena brigada del Ejército de Colombia Hospital Universitario de Neiva |
|                                | Sur: Gobernación del Huila Zona céntrica de la ciudad | |